# Амбразанцев-Нечаев, Александр Сергеевич
 Александр (Алексей) Сергеевич, Амбразанцев-Нечаев  (14 января 1832—26 июня 1897) — Генерал-лейтенант, тайный советник.

## Биография
Родился 14 января 1832 года. Происходил из дворян Симбирской губернии, сын Сергея Николаевича и Варвары Алексеевны урождённой Ададуровой. Воспитывался в школе, откуда 8 августа 1850 года из эст-юнкеров  произведён корнетом в кавалергардский полк. В 1852 году произведён в поручики.
В 1857 году произведён в штабс-ротмистры, а в 1859 году в ротмистры. 30 августа 1862 года произведён в полковники. 5 сентября того же года назначен флигель-адъютантом. 7 августа 1865 года отчислен в свиту Его Величества. 27 марта 1866 года назначен командиром Лубенского гусарского полка, которым он командовал до 15 октября 1870 года.

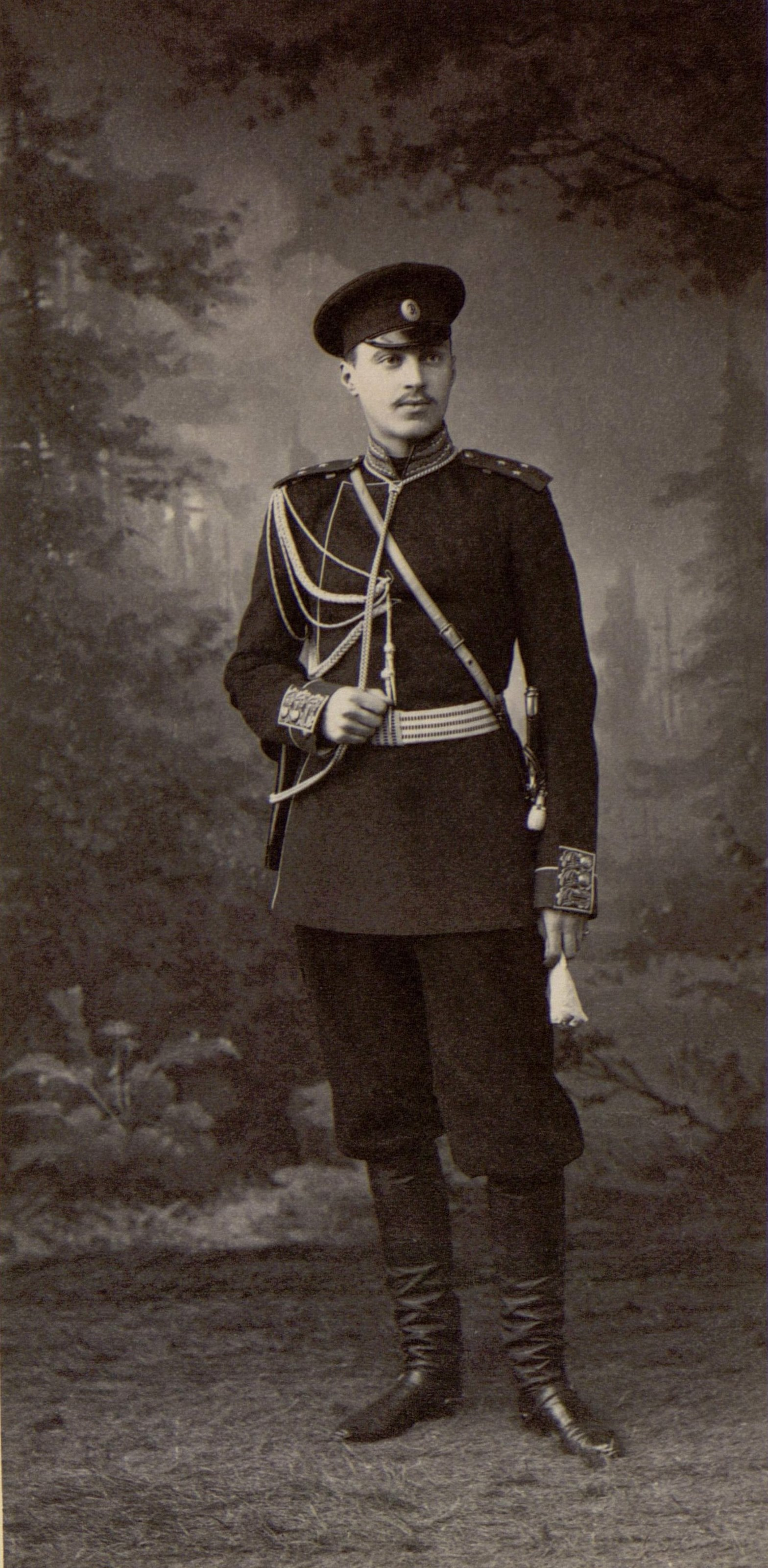
Сын генерала — поручик Преображенского полка Иван Алексеевич Амбразанцев-Нечаев. 1891 г.

С 1869 года и до своей смерти был избираем почётным мировым судьёй Сызранского уезда.
27 марта 1871 года произведён в генерал-майоры и назначен в свиту Его Императорского Величества. С 31 марта по 12 октября 1873 года временно командовал лейб-гвардейским кирасирским Её Величества полком.
27 июля 1875 года назначен командиром 1-й бригады  10-й кавалерийской дивизии. 30 августа 1881 года произведён в генерал-лейтенанты. 21 ноября 1882 года назначен шталмейстером, с переименованием в тайные советники. В 1891 и 1894 был избираем Сызранским уездным предводителем дворянства.
Скончался 25 июня 1897 года в своём сызранском имении.

## Семья
Был женат на дочери генерал-майора Вишнякова Александре Ивановне и от неё имел детей: Иван (погиб в Первой мировой войне в 1914 г.), Татьяна, Александра (жена Давыдова Николая Николаевича) и Мария (1877-1932). В Сызранском уезде в селе Новоспасское имел 7000 десятин земли.

## Награды
- Орден Святого Станислава (Российская империя) 2-й ст. с Императорской короной.
- Орден Святой Анны 2-й ст.
- Орден Святого Владимира 3-й ст.
- Орден Святой Анны 1-й ст.